# Bruno Orešar
Bruno Orešar (Zagabria, 21 aprile 1967) è un ex tennista jugoslavo, successivamente croato.

## Carriera
In carriera ha raggiunto due finali nel singolare e una nel doppio. Nei tornei del Grande Slam ha ottenuto il suo miglior risultato raggiungendo il secondo turno nel singolare all'Open di Francia nel 1986, 1988 e 1990 e agli Australian Open nel 1990.
In Coppa Davis ha giocato un totale di 14 partite, ottenendo 6 vittorie e 8 sconfitte.

## Statistiche

### Singolare

#### Finali perse (2)
| Numero | Anno           | Torneo               | Superficie  | Avversario in finale | Punteggio     |
| ------ | -------------- | -------------------- | ----------- | -------------------- | ------------- |
| 1.     | 19 giugno 1988 | Athens Open, Atene   | Terra rossa | Horst Skoff          | 3-6, 6-2, 2-6 |
| 2.     | 6 agosto 1989  | Swedish Open, Båstad | Terra rossa | Paolo Canè           | 6-7, 6-7      |

### Doppio

#### Finali perse (1)
| Numero | Anno           | Torneo                                | Superficie  | Compagno    | Avversari in finale       | Punteggio |
| ------ | -------------- | ------------------------------------- | ----------- | ----------- | ------------------------- | --------- |
| 1.     | 10 luglio 1988 | U.S. Pro Tennis Championships, Boston | Terra rossa | Jaime Yzaga | Jorge Lozano Todd Witsken | 2-6, 5-7  |